# Sabina Urraca
Sabina Urraca (San Sebastián, 4 de janeiro de 1984) é uma jornalista e escritora poli-facetada espanhola, conhecida especialmente pelos seus artigos de jornalismo gonzo.

## Trajectória
Nasceu em San Sebastián, mas criou-se em Tenerife. Estudou Comunicação Audiovisual na Universidade Complutense de Madrid e Guião na ECAM.
Em 2013 publicou seu fanzine Tuas faltas de ortografia fazem chorar ao menino Deus, editada por Gráficas Torete. Destacou por ser um breve manual de ortografia com ilustrações pornográficas, também conhecido como manual de porno-ortografia.
Como jornalista, se dedica ao jornalismo gonzo. Para isso, escreve principalmente sobre experiências nas que se submerge de forma pessoal. Alguns exemplos deste tipo de prática são seus artigos "Assim é um parto em casa", "Fiquei a tomar um café com meu maior hater" ou "Que ocorre se passas uma semana tomando Satislent". Colabora com publicações como Vice, Tentaciones, Tribos Ocultas, El Comidista, Eldiario.es, El Estado Mental, Bostezo ou Ajoblanco.
Tem entrevistado personagens do mundo da cultura e do espectáculo, como La Veneno (foi uma das últimas jornalistas a entrevistar), Cicciolina, Julie Doucet ou Elvira Lindo.
Em 2017 publicou-se  sua primeira novela, titulada As meninas prodígio, escrita durante seu retiro de um ano na Alpujarra e publicada pela editorial Fulgencio Pimentel.  
Sua narrativa, na que mistura ficção e realidade, também bebe de inspiração pessoal e é um exemplo de narrativa de autoficção. Esta primeira obra tem tido boa crítica por parte do público.
Também tem participado como palestrante nas palestras TEDx 2017, com uma palestra titulada "Escapar da menina prodígio".
Em outubro de 2016 publicou um artigo na revista El Estado Mental no qual narrava, a modo de crítica social, uma viagem em Blablacar que compartilhou com Álvaro de Marichalar. Como resposta, este lhe respondeu numa carta que publicou em La Vanguardia. Meses mais tarde, citou-a a uma conciliação na que lhe pedia 30.000 euros por danos morais e económicos.

## Colaborações artísticas
Sabina Urraca tem realizado colaborações com diferentes artistas.
- Põe voz aos percursos da audioguia A cidade das mulheres, primeira app que reivindica a história das mulheres que habitaram Madrid.[14]
- Tem feito o pregão de abertura das festas da Praça, no verão, de Matadero de Madrid em 2017.[15]
- Também tem escrito os textos que acompanharam as fotos da fotógrafa Bego Solís em sua exposição "Mayflower" de Matadero Madrid em 2017.[16]
- Tem sido parte do programa de rádio Academia Aquelarre.[17]